# Architecture à La Réunion
 (novembre 2011).
Si vous disposez d'ouvrages ou d'articles de référence ou si vous connaissez des sites web de qualité traitant du thème abordé ici, merci de compléter l'article en donnant les références utiles à sa vérifiabilité et en les liant à la section « Notes et références ».

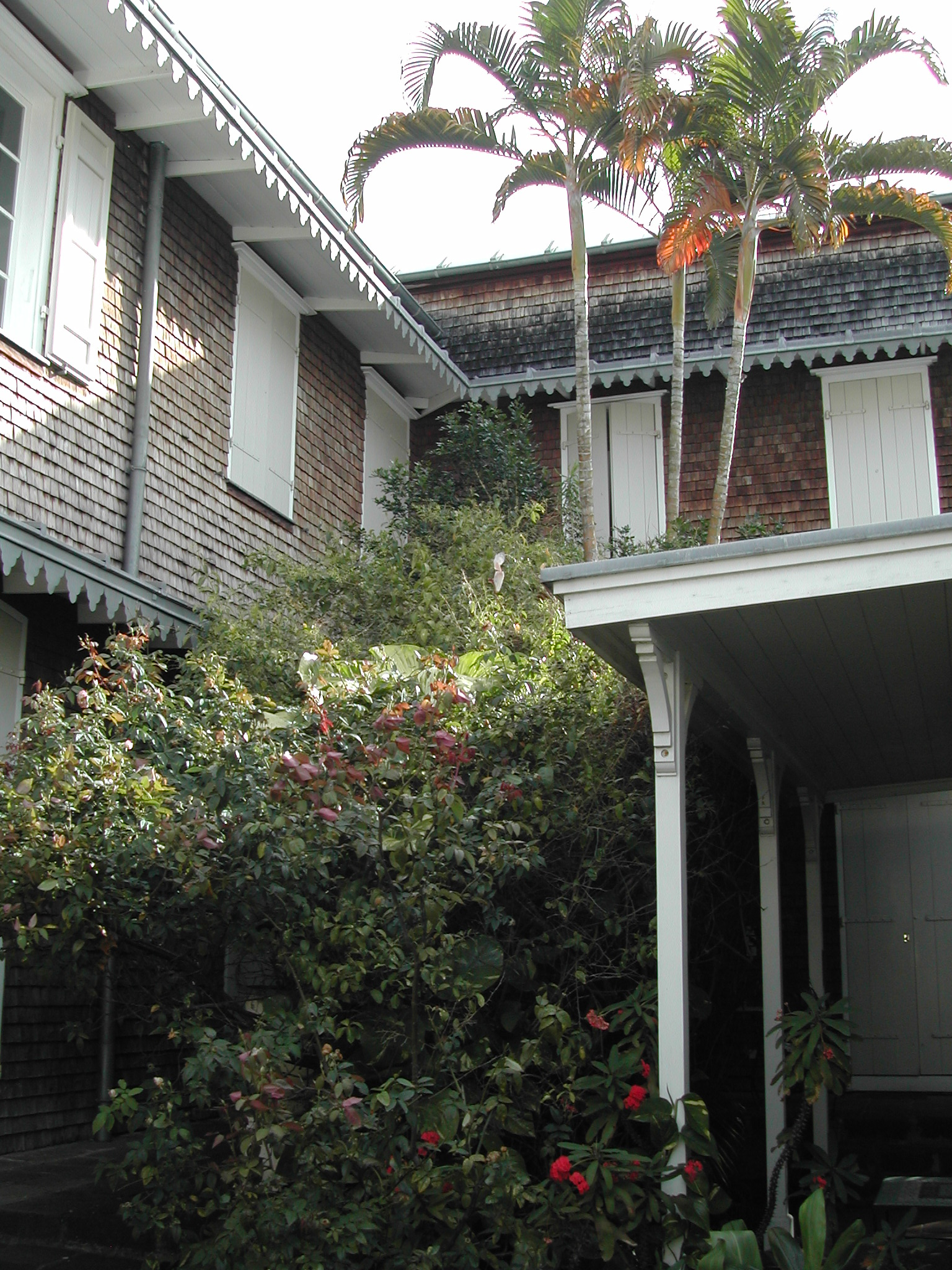
Façade arrière de la Villa Déramond-Barre de Saint-Denis, couverte de bardeaux.

Les maisons de l'île de La Réunion ont une architecture bien spécifique notamment celles datant du XIXe siècle.[réf. nécessaire]

## Description
Les maisons de types villa, qui étaient celles des riches de l'époque, se composaient de plusieurs parties. Une partie jour, car le créole vivait à l'extérieur de la maison durant la journée, où on retrouvait la cuisine au feu de bois, les sanitaires, le jardin et la varangue, et une partie nuit, réservée aux chambres. Il y avait aussi une salle à manger intérieure. 
Il n'y avait pas d'architecte durant la colonisation de l'île et les maisons étaient construites selon le modèle décidé par leur propriétaire et son ouvrier lorsqu'il avait les moyens d'en avoir. Ce qui importe surtout c'est la climatisation de la maison pour faire face aux grandes chaleurs de l'été. La maison créole est donc construite sur un soubassement permettant une climatisation naturelle. La construction hors sol permet en effet d'avoir un vide sanitaire qui climatise la maison. Celle-ci est également équipée d'une multitude d'ouvertures pour faciliter la circulation de l'air.  
D'un point de vue de la structure, la maison créole est dite symétrique. En effet, faute d'architecte, les ouvriers traçaient une ligne sur le sol et construisaient de part et d'autre deux parties identiques, ce qui donnait des maisons de formes rectangulaires essentiellement. 
La varangue est un élément important de la maison. Il s'agit d'une terrasse extérieure construite sur l'avant de la maison, car elle permettait d'afficher ses richesses à la rue. 
Un jardin créole complète la maison. Il est composé de plantes locales, trouvées en forêt. On y retrouve généralement une serre aux orchidées, des anthuriums et différents types de fougères.